# Luppy
Luppy és un municipi francès, situat al departament del Mosel·la i a la regió del Gran Est. L'any 2007 tenia 483 habitants.

## Demografia

### Població
El 2007 la població de fet de Luppy era de 483 persones. Hi havia 188 famílies, de les quals 44 eren unipersonals (12 homes vivint sols i 32 dones vivint soles), 52 parelles sense fills, 88 parelles amb fills i 4 famílies monoparentals amb fills.
La població ha evolucionat segons el següent gràfic:
Habitants censats

### Habitatges
El 2007 hi havia 203 habitatges, 184 eren l'habitatge principal de la família, 5 eren segones residències i 14 estaven desocupats. 184 eren cases i 17 eren apartaments. Dels 184 habitatges principals, 151 estaven ocupats pels seus propietaris, 30 estaven llogats i ocupats pels llogaters i 3 estaven cedits a títol gratuït; 1 tenia una cambra, 6 en tenien dues, 27 en tenien tres, 33 en tenien quatre i 117 en tenien cinc o més. 161 habitatges disposaven pel capbaix d'una plaça de pàrquing. A 73 habitatges hi havia un automòbil i a 93 n'hi havia dos o més.

### Piràmide de població
La piràmide de població per edats i sexe el 2009 era:
| Homes | Edats   | Dones |
| ----- | ------- | ----- |
| 0     | 95 o +  | 0     |
| 0     | 90 a 94 | 0     |
| 4     | 85 a 89 | 4     |
| 0     | 80 a 84 | 0     |
| 8     | 75 a 79 | 12    |
| 0     | 70 a 74 | 4     |
| 0     | 65 a 69 | 12    |
| 8     | 60 a 64 | 8     |
| 4     | 55 a 59 | 0     |
| 16    | 50 a 54 | 12    |
| 16    | 45 a 49 | 16    |
| 20    | 40 a 44 | 24    |
| 20    | 35 a 39 | 20    |
| 32    | 30 a 34 | 16    |
| 12    | 25 a 29 | 20    |
| 16    | 20 a 24 | 8     |
| 20    | 15 a 19 | 28    |
| 16    | 10 a 14 | 28    |
| 20    | 5 a 9   | 16    |
| 20    | 0 a 4   | 4     |

## Economia
El 2007 la població en edat de treballar era de 348 persones, 260 eren actives i 88 eren inactives. De les 260 persones actives 236 estaven ocupades (137 homes i 99 dones) i 24 estaven aturades (8 homes i 16 dones). De les 88 persones inactives 18 estaven jubilades, 41 estaven estudiant i 29 estaven classificades com a «altres inactius».

### Ingressos
El 2009 a Luppy hi havia 189 unitats fiscals que integraven 504,5 persones, la mediana anual d'ingressos fiscals per persona era de 18.296 €.

### Activitats econòmiques
Dels 10 establiments que hi havia el 2007, 1 era d'una empresa de fabricació d'altres productes industrials, 6 d'empreses de construcció, 2 d'empreses de comerç i reparació d'automòbils i 1 d'una empresa d'informació i comunicació.
Dels 5 establiments de servei als particulars que hi havia el 2009, 1 era un paleta, 2 guixaires pintors, 1 fusteria i 1 electricista.
L'any 2000 a Luppy hi havia 9 explotacions agrícoles que ocupaven un total de 830 hectàrees.

## Equipaments sanitaris i escolars
El 2009 hi havia una escola elemental.

## Poblacions més properes
El següent diagrama mostra les poblacions més properes.